# Escut antic de Llavorsí
Antic escut municipal de Llavorsí, a la comarca del Pallars Sobirà. Perdé vigència en entrar en vigor la normativa catalana sobre els símbols oficials. L'escut antic no s'hi adaptava i, per tant, deixà de tenir validesa oficial.
El 10 de setembre del 2001 s'aprovà l'escut actual, adaptat a la normativa catalana vigent de símbols oficials.

## Descripció heràldica
Escut d'atzur, Santa Anna ensenyant de llegir la Mare de Déu, de colors naturals.